# Kleinbouslar
Kleinbouslar ist ein ländlicher Ortsteil der Stadt Erkelenz im Kreis Heinsberg (Nordrhein-Westfalen) und bildet mit den benachbarten Ortschaften Lövenich und Katzem einen Stadtbezirk.

## Geografie

### Lage
Kleinbouslar liegt in der Erkelenzer Börde 95 m über dem Meeresspiegel, direkt am Nysterbachtal, das ein Seitental des Rurtals ist. Der Nysterbach verläuft zwischen Kleinbouslar im Süden und Katzem im Norden. Nördlich des Nysterbachtals liegt der „Hötzelenberg“ mit 100 m über NN zwischen Lövenich und Katzem.

### Nachbarorte
Kleinbouslar liegt abseits der Hauptverkehrswege südlich von Lövenich und Katzem. Im Süden liegt der Ort Ralshoven. Hier beginnt die Gemeinde Titz und der Kreis Düren.

## Geschichte

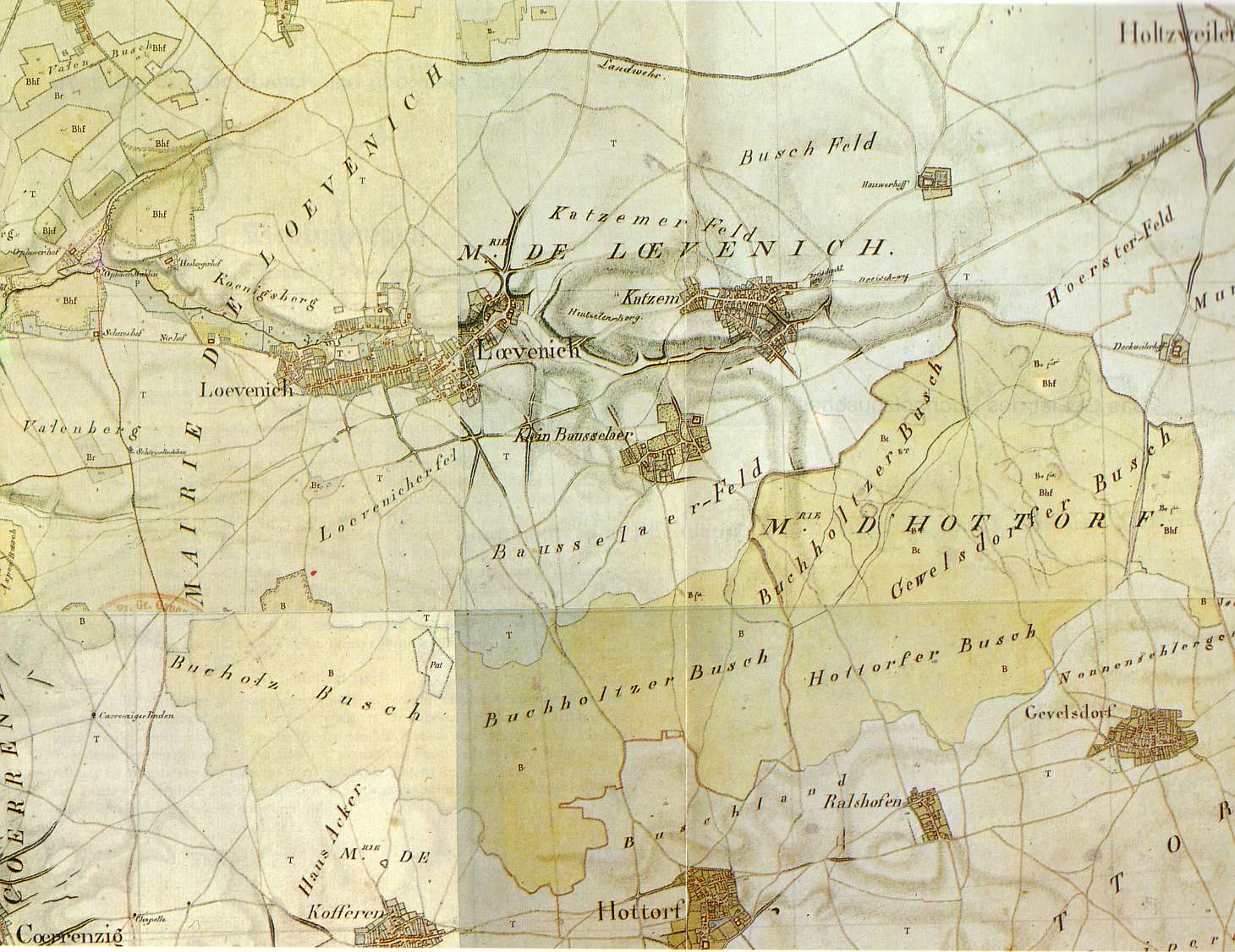
„Mairie de Loevenich“ mit Kleinbouslar und Bucholzbusch um 1806

### Ortsgeschichte

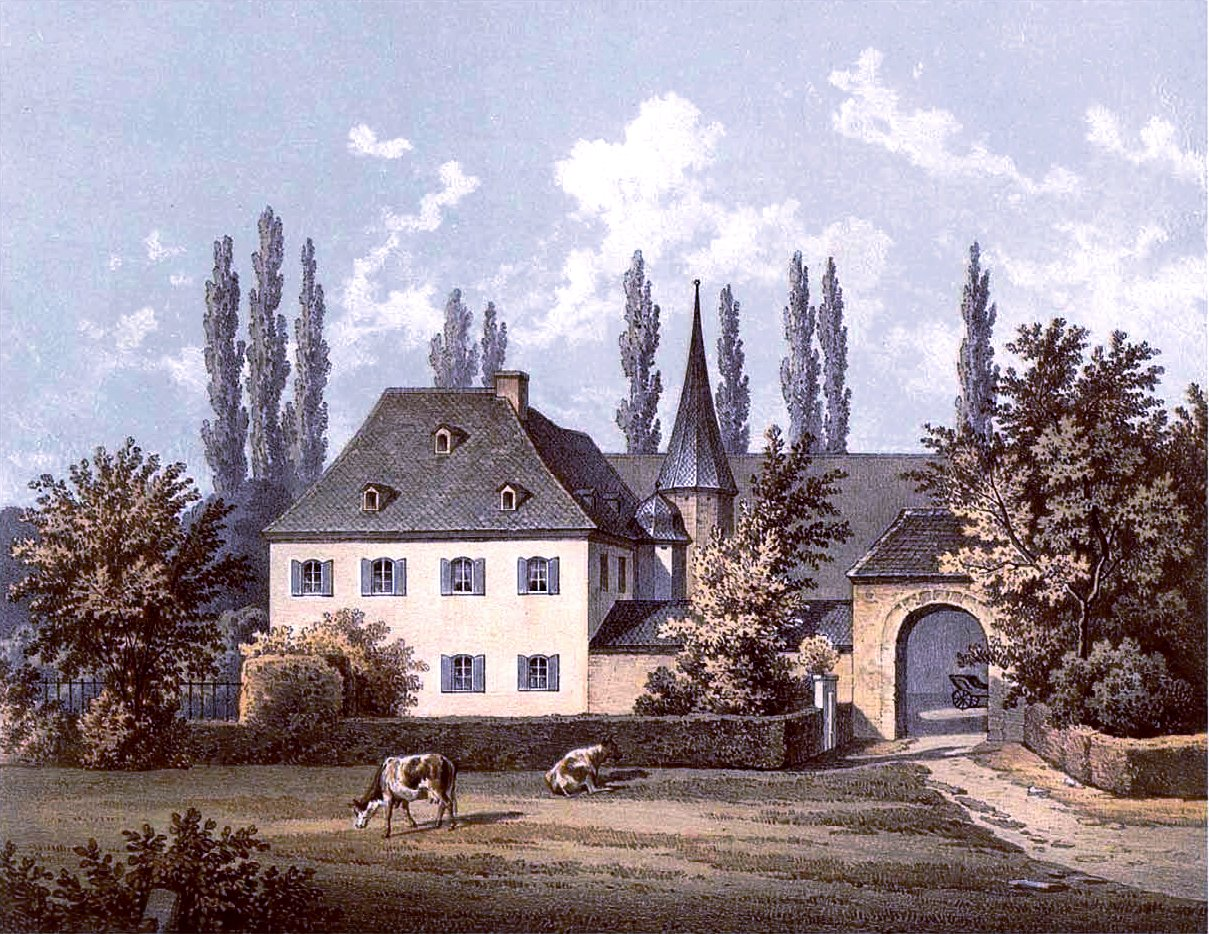
Haus Bouslar um 1860, Sammlung Alexander Duncker

Zeugnis einer römischen Besiedlung der Umgebung ist eine Jupitersäule, die 1906 auf einem Acker gefunden wurde. Nachbildungen hiervon stehen heute an der katholischen Pfarrkirche in Lövenich, im Ziegelweiherpark in Erkelenz und im Rheinauenpark in Bonn. Das Original steht im Rheinischen Landesmuseum Bonn.
Der Ort wurde erstmals am 4. Juni 898 in einer Urkunde erwähnt, als König Zwentibold eine Besitzung Bouslar (Buhslar) dem Stift Essen schenkte.
1726 erwarb Hofrath Anton Michael von Heister Haus Bouslar von der Stiftsdame Maria Helene von Stael. Das Gut blieb bis zum Ende des 19. Jahrhunderts im Besitz der Familie von Heister.
Vom Mittelalter bis zum 20. Jahrhundert gehörte Kleinbouslar zum Nachbarort Lövenich.
Von 1864 bis 1981 sank die Einwohnerzahl von 217 auf 175.
Am 25. Februar 1945 wurde das Dorf von amerikanischen Soldaten der 102. Infanteriedivision der 9. US-Armee im Zuge der Operation Grenade eingenommen.

### Der Ortsname
Ursprünglich nannten sich zwei nicht weit voneinander gelegene Dörfer Boslar. Zur Unterscheidung wurde dem nördlich am Buchholzbusch gelegenen Dorf das Adjektiv Klein- vorangestellt. Das andere Boslar liegt einige Kilometer südlich im Gebiet der Stadt Linnich.
Die Bedeutung des Wortes -lar im Ortsnamen ist nicht eindeutig zu klären. Es könnte Weideplatz, Grasplatz, das Wort Bos wiederum Busch bedeuten. Demzufolge wäre Boslar also ein Weideplatz am Busch.

## Religion

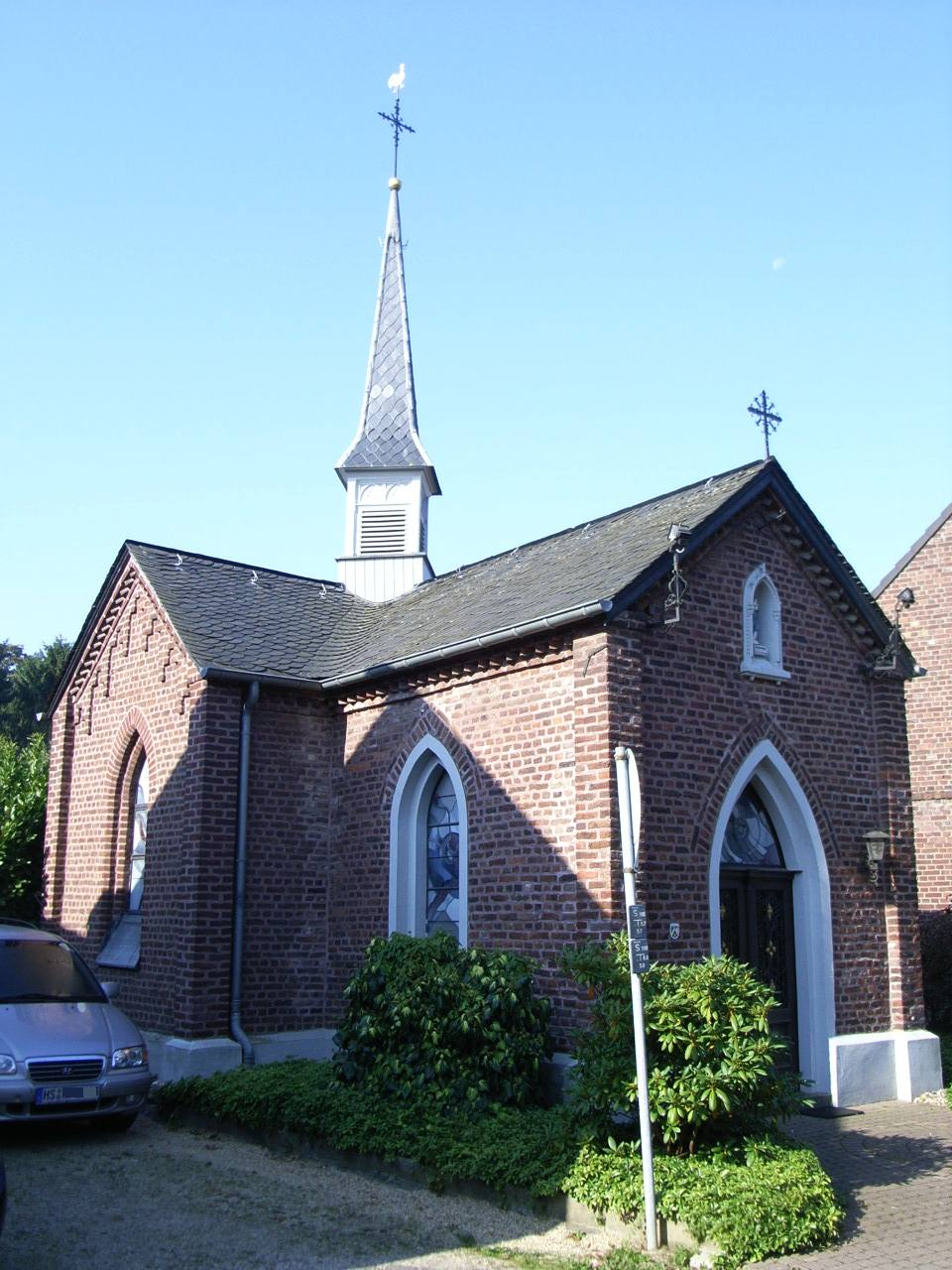
Barbarakapelle

Theodor Ropohl baute 1860 auf seinem Grundstück eine kleine Kapelle und stiftete sie als Maria-Hilf-Kapelle am 12. Februar 1861 seinem Heimatdorf. Im Jahre 1898 wurde die Kapelle durch den Priester Professor Dr. Johann Schüller, einem Sohn einer ortsansässigen Bauernfamilie, erweitert. Nun wurde sie der Heiligen Barbara geweiht.

## Bauwerke

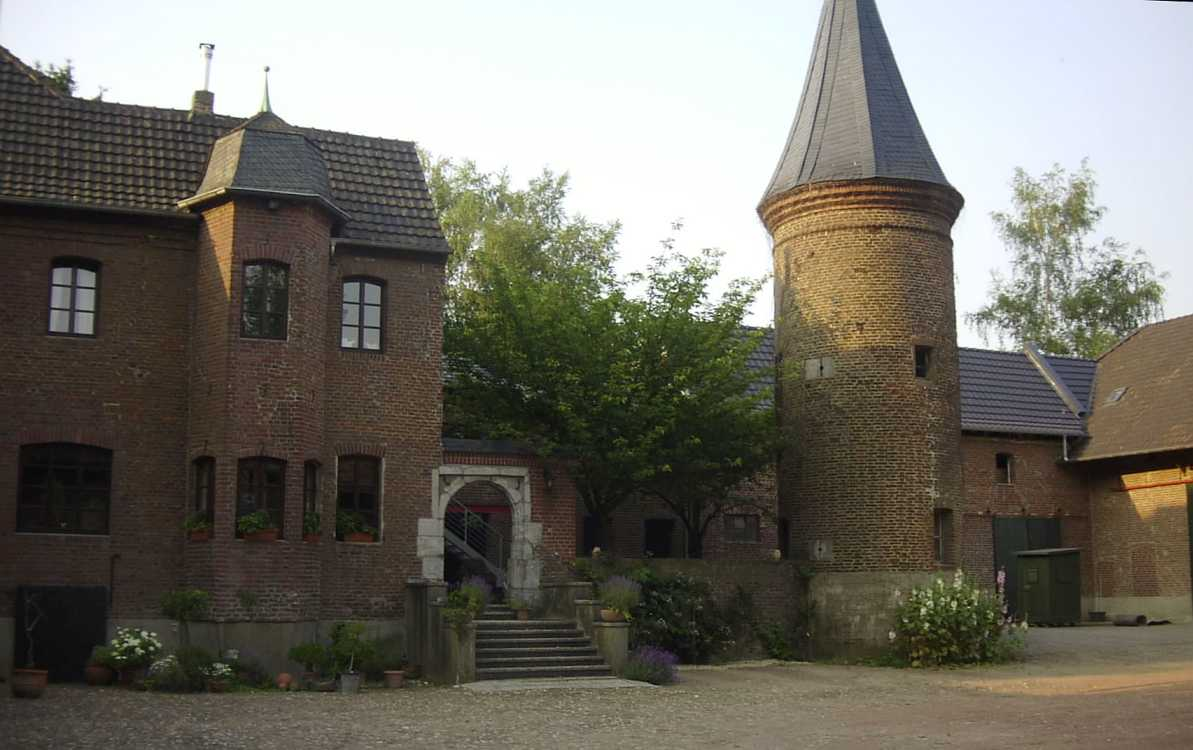
Rittergut Haus Bouslar mit rundem Wehrturm im Innenhof

- Haus Bouslar
- Barbara-Kapelle

## Verkehr
Die AVV-Buslinien 495 und EK2 der WestVerkehr verbinden Kleinbouslar wochentags mit Erkelenz, Lövenich, Hückelhoven und Wassenberg.
Zudem verkehrt der Multi-Bus seit dem 9. Juni 2024 kreisweit erweitert und zu einheitlichen Bedienzeiten WestVerkehr.
| Linie | Verlauf |
| ----- | --- |
| 495   | Katzem – (Kleinbouslar ←) Lövenich – Baal Kirche – Baal Bf – Doveren – Hückelhoven – Schaufenberg – Ratheim – Krickelberg – Orsbeck Friedhof – Wassenberg |
| EK2   | (Erkelenz ZOB –) Erkelenz Bf – Tenholt – Lövenich – (Kleinbouslar →) Katzem                                                                               |